# London Borough of Wandsworth
London Borough of Wandsworth är en kommun (London borough) i sydvästra London med cirka 330 000 invånare (2022). Den utgör en del av Inner London och har uppkallats efter stadsdelen Wandsworth.
Inom denna borough ligger stadsdelarna Putney, Roehampton, Battersea, Earlsfield, Tooting och Balham.
Den genomkorsas av åtta tunnelbanestationer från två olika linjer, längs Northern Line är det Tooting Broadway, Tooting Bec, Balham och Clapham South, och längs District Line Southfields och East Putney.

## Distrikt
Distrikt som helt eller delvis ligger i Wandsworth.
- Balham
- Battersea
- Earlsfield
- Nine Elms
- Putney
- Roehampton
- Southfields
- Tooting
- Tooting Bec
- Wandsworth